# Бурлаков, Иван Семёнович
Ива́н Семёнович Бурлако́в (7 июня 1918, Липецкая область — 7 июня 1945, Польша) — Герой Советского Союза, командир взвода во время Великой Отечественной войны, гвардии лейтенант.

## Биография
И. С. Бурлаков родился в селе Головщино Грязинского района Липецкой области в крестьянской семье.
Окончил 2 курса Ленинградского заочного индустриального института. Работал слесарем, механиком на заводе в городе Липецке. После эвакуации промышленных предприятий из Липецка продолжил работу слесарем в городе Касли Челябинской области.
На действительной военной службе с 1942 года. В 1943 году окончил Объединённые офицерские курсы Северо-Западного фронта. В действующей армии с 1943 года.
Член ВКП(б) с 1945 года.
Скончался от ран в госпитале полевого эвакопункта № 15 7 июня 1945 года. Похоронен в польском городе Гожув-Велькопольски.

## Подвиги
- 16 апреля 1945 года первым форсировал реку Альте-Одер в районе фольварка Бушхоф, расположенного в десяти километрах южнее города Врицен (Восточная Германия), захватил и стойко удерживал плацдарм на западном берегу реки, прикрывая переправу своего батальона.
- 23 апреля 1945 года, поддерживая стрелковую роту в бою на улицах Берлина, пулемётчики его взвода уничтожили более взвода нацистов.

## Награды
- 31 мая 1945 года «за образцовое выполнение боевых заданий командования на фронте борьбы с немецко-фашистским захватчиками и проявленные при этом мужество и героизм» присвоено звание Героя Советского Союза с вручением ордена Ленина и знака особого отличия — медали «Золотая Звезда».
- Орден Красной Звезды

## Память
- На родине героя в селе Головщино установлен обелиск.
- в Липецке на доме по улице 9 Мая установлена мемориальная доска.
- Именем героя названы:
  - Улица в Липецке в поселке Дачный
  - Липецкое производственое училище № 10
  - Улица в городе Грязи Липецкой области